# 기예르모 레온 발렌시아
기예르모 레온 발렌시아 무뇨스(스페인어: Guillermo León Valencia Muñoz, 1909년 4월 27일~1971년 11월 4일)는 콜롬비아의 정치인이다. 1962년 8월 7일부터 1966년 8월 7일까지 콜롬비아의 제21대 대통령을 역임했다.
카우카주 포파얀 출신이며 시인 겸 정치인인 기예르모 발렌시아(Guillermo Valencia)의 아들이다. 1950년부터 1953년까지 스페인 주재 콜롬비아 대사를 역임했고 1953년 외무부 장관을 역임했다. 1962년 대통령 선거에서 자유당 소속으로 출마하여 자유당의 알폰소 로페스 미첼센 후보를 누르고 당선되었다. 1971년 11월 4일 미국 뉴욕에서 사망했다.

## 역대 선거 결과
| 선거명      | 직책명            | 대수 | 정당            | 득표율 | 득표수      | 결과 | 당락                 |
| ----------- | ----------------- | ---- | --------------- | ------ | ----------- | ---- | -------------------- |
| 1962년 선거 | 콜롬비아의 대통령 | 21대 | 콜롬비아 보수당 | 84.09% | 1,636,081표 | 1위  | 콜롬비아 대통령 당선 |